# A História de Adèle H.
L'histoire d'Adèle H. (bra/prt A História de Adèle H.)  é um filme francês de 1975, um drama biográfico dirigido por François Truffaut.
O roteiro, escrito por Jean Gruault, François Truffaut, Jan Dawson e Suzanne Schiffman, é baseado em livro de Frances Vernon Guille e no diário de Adèle Hugo.

## Sinopse
É a história do amor obsessivo e não correspondido que a jovem Adèle H., filha do escritor francês Victor Hugo, nutriu por um oficial inglês, o tenente Pinson.

## Elenco
- Isabelle Adjani .... Adèle Hugo / Adèle Lewry
- Bruce Robinson .... tenente Albert Pinson
- Sylvia Marriott .... sra. Saunders
- Joseph Blatchley .... vendedor de livros
- Ivry Gitlis .... hipnotista
- Louise Bourdet ... . empregada de Victor Hugo
- Cecil De Sausmarez .... sr. Lenoir
- Ruben Dorey .... sra. Saunders
- Clive Gillingham .... Keaton
- Roger Martin .... doutor Murdock
- M. White .... coronel White
- Madame Louise .... Madame Baa

## Principais prêmios e indicações
Oscar 1976 (EUA)
- Indicado na categoria de melhor atriz (Isabelle Adjani).

Prêmio César 197 (França)
- Indicado nas categorias de melhor diretor, melhor atriz (Isabelle Adjani) e melhor desenho de produção.

Prêmio David di Donatello (Itália)
- Venceu na categoria de melhor atriz estrangeira (Isabelle Adjani).